# James Broadhurst
Pour les articles homonymes, voir Broadhurst.
Pas d'image ? Cliquez ici

a Compétitions nationales et continentales officielles uniquement.

b Matchs officiels uniquement.
Dernière mise à jour le 13 juillet 2022.
James Broadhurst, né le 1er décembre 1987 à Kaitaia (Nouvelle-Zélande), est un joueur de rugby à XV international néo-zélandais évoluant au poste de deuxième ligne. Il a évolué avec la franchise des Hurricanes en Super Rugby entre 2010 et 2015, et avec la province de Taranaki en National Provincial Championship entre 2010 et 2015 également. Il mesure 2,01 m pour 122 kg.

## Biographie
James Broadhurst est le frère cadet du troisième ligne international japonais Michael Broadhurst qui évolue avec les Ricoh Black Rams en Top League.

## Carrière

### En club
James Broadhurst est scolarisé avec le Campion College de Gisborne, avant de déménager dans la région de Canterbury dans le but de lancer sa carrière,.
Il commence sa carrière professionnelle en 2007 avec l'équipe de Canterbury en National Provincial Championship (NPC),. 
En 2010, il fait ses débuts en Super Rugby avec la franchise des Hurricanes,. Il rejoint dans la foulée la province de Taranaki en NPC. À la fin de la saison 2015, il est titulaire lors de la finale de Super Rugby que perd son équipe face aux Highlanders.
En 2016, il rate l'intégralité de la saison de Super Rugby en raison d'un repos forcé à la suite d'un trop grand nombre de commotions cérébrales.
En avril 2017, après quasiment deux années sans jouer et alors qu'il subit encore les symptômes de sa dernière commotion, il est contraint d'arrêter définitivement sa carrière sur avis médical.

### En équipe nationale
En 2006, James Broadhurts joue avec l'équipe de Nouvelle-Zélande des moins de 19 ans. 
L'année suivante, il est sélectionné avec l'équipe des moins de 21 ans pour disputer le mondial de cette catégorie, que son équipe remporte.
En juillet 2015, il est sélectionné pour la première fois par Steve Hansen pour évoluer avec les All Blacks pour participer au Rugby Championship,. Il connaît sa première cape internationale le 25 juillet 2015 à l’occasion d’un match contre l'équipe d'Afrique du Sud à Johannesbourg. 

## Palmarès

### En club et province
- Vainqueur du NPC en 2008 et 2009 avec Canterbury.
- Vainqueur du NPC en 2014 avec Taranaki.
- Finaliste du Super Rugby en 2015 avec les Hurricanes.

### En sélection
- Vainqueur de la Coupe du monde des moins de 21 ans en 2007.

## Statistiques

### En club et province
- 74 matchs de NPC avec Canterbury et Taranaki.
- 71 matchs de Super Rugby avec les Hurricanes.

### En équipe nationale
- 1 sélection avec la Nouvelle-Zélande en 2015.
- 0 points.